# إشعاع الخلفية الكونية

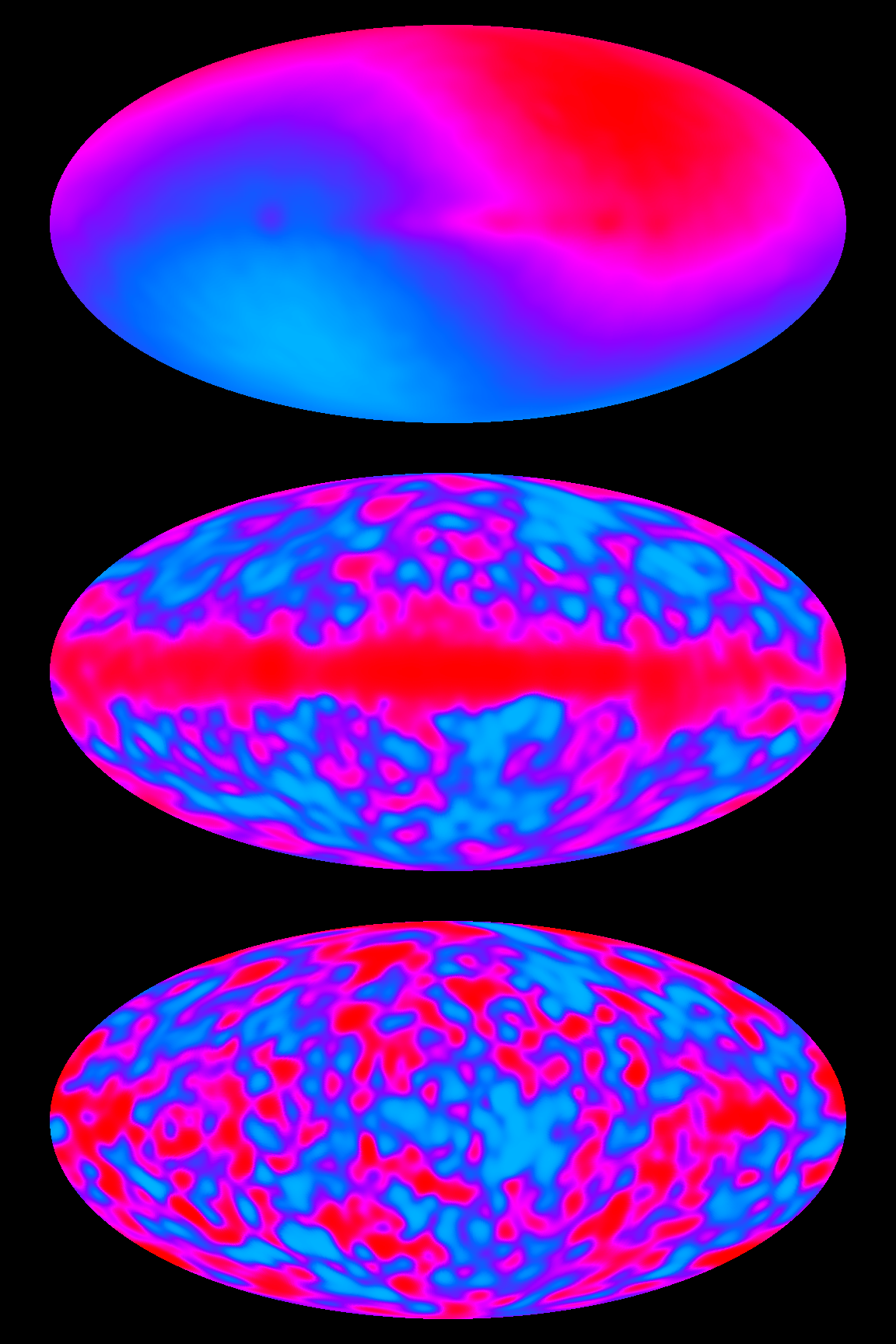
طيف إشعاع الخلفية الكونية كما صوره القمر الصناعي كوبي (COBE): غير مصحح (الأعلى) ومصحح على الحد ثنائي القطبين نظرًا للسرعة الغريبة لدينا (الأوسط)، ومصحح للمساهمات القادمة من الحد الثنائي القطب ومن مجرتنا(الأدنى).

إشعاع الخلفية الكونية هو موجة كهرومغناطيسية قادمة من السماء من غير مصدر ملحوظ. يعتمد أصل هذا الإشعاع على منطقة الطيف الذي نرصده. يوجد عنصر واحد وهو إشعاع الأمواج الصغرية للخلفية الكونية. هذا العنصر هو فوتونات ذات انزياح حراري تدفقت بحرية من الحقبة الزمنية عندما أصبح الكون واضحًا للمرة الأولى للإشعاع. يعد اكتشافه وعمليات الرصد المفصلة لخصائصه أحد التأكيدات الرئيسة لحدوث الانفجار العظيم.
يُظهر تأثير سونيايف-زيلدوفيتش ظاهرة تفاعل إشعاع الخلفية الكونية المشع مع سحب «الإلكترون» المشوهة لطيف الإشعاع.
يوجد كذلك إشعاع خلفية في الأشعة تحت الحمراء وأشعة إكس وغيرها، وذلك لأسباب مختلفة ويمكن تحليلها أحيانًا إلى مصادر فردية. انظر خلفية الأشعة تحت الحمراء الكونية وخلفية أشعة إكس. انظر أيضًا خلفية النيترينو الكونية وضوء الخلفية خارج المجرة.

## معلومات تاريخية عن الأحداث البارزة
1896: يقدر شارل إدوار غيوم «إشعاع النجوم» ب 5.6 كلفن.
1926: يقدر السير آرثر ستانلي إدنغتون الإشعاع غير الحراري لضوء النجوم في المجرة بدرجة حرارة كامنة فعالة قدرها 3.2 كلفن. 
ثلاثينيات القرن العشرين: يقدر عالم الكونيات إرنست ريجينر (Ernst Regener) أن الطيف غير الحراري للأشعة الكونية في المجرة له درجة حرارة فعالة تقدر ب 2.8 كلفن
1931: ظهر المصطلح Microwave، الذي يعني الموجة الصغرية، أول مرة في الطباعة: "عندما ظهرت التجارب في الأطوال الموجية التي تصل إلى 18 سم، ظهرت مفاجأة واضحة تكشف أن مشكلة الأمواج الصغرية تم حلها سريعًا” Telegraph & Telephone Journal XVII. 179/1”
1938: يعيد فالتر نيرنست الفائز بجائزة نوبل عام 1920 تقدير درجة حرارة الأشعة الكونية لتصل إلى 0.75 كلفن
1946: استُخدم المصطلح Microwave للمرة الأولى في الطباعة في سياق فلكي في مقالة بعنوان «إشعاع الأمواج الصغرية من الشمس والقمر» (Microwave Radiation from the Sun and Moon)، لكاتبيها روبرت هنري ديك [الإنجليزية] وروبرت بيرنجر (Robert Beringer).
1946: توقع روبرت هنري أن درجة حرارة إشعاع الخلفية الكونية تبلغ 20 كلفن (المصدر: هيليه كراو [الإنجليزية])
1946: توقع روبرت هنري درجة حرارة إشعاع الخلفية الكونية «لتكون أقل من كلفن 20» ولكن عدلها بعد ذلك بـ45 كلفن (المرجع: ستيفن جي بريش (Stephen G. Brush))
1946: يقدر جورج غاموف درجة الحرارة ب 50 كلفن
1948: يعيد رالف ألفر وروبرت هيرمان تقدير التقدير الخاص بغاموف ب 5 كلفن.
1949: يعيد رالف ألفر وروبرت هيرمان تقدير قيمة جامو عند 28 كلفن.
ستينيات القرن العشرين: يعيد روبرت ديك درجة حرارة (إشعاع الخلفية الكونية) عند 40 كلفن (المصدر: هيليه كراو)
ستينيات القرن العشرين: يقيس آرنو بينزياس وروبرت ويلسون درجة الحرارة على وجه التقريب بـ3 كلفن. يفسر روبرت ديك وجيم بيبلز وبي جي رول (P. G. Roll) وديفيد تود ويلكنسون هذا الإشعاع كإحدى علامات الانفجار العظيم.